# Действующий отряд кораблей Балтийского флота
Действующий отряд кораблей Балтийского флота (ДОТ БФ) — соединение наиболее боеспособных кораблей и вспомогательных судов, созданное на Балтийском флоте в годы Гражданской войны. Приняло активное участие в боевых действиях на Балтийском море.

## История соединения
15 ноября 1918 года в условиях поражения Германии в Первой мировой войне и угрозы появления военных судов Антанты в Балтийском море Председатель РВСР Л. Д. Троцкий одобрил представление о содержании в соответствии готовности отряда из одного дредноута, 4-х эскадренных миноносцев типа «Новик», 6 подводных лодок, крейсера типа «Олег», с необходимым числом вспомогательных судов. На основании этого в состав Действующего отряда были зачислены:
- Линейный корабль «Петропавловск» (также добавлен линкор «Андрей Первозванный»)
- Крейсер «Олег»
- 4 эскадренных миноносца типа «Новик» («Автроил», «Азард», «Гавриил», «Миклуха Маклай»)
- Подводные лодки «Тур», «Тигр», «Пантера», «Вепрь», «Волк», «Ягуар»

22 ноября 1918 года Балтийский флот и крепость Кронштадт в оперативном отношении были подчинены 7-й армии «в целях лучшей организации взаимодействия с сухопутными войсками».
15 марта 1919 года приказом по Морским силам Балтийского моря был установлен новый состав Действующего отряда:
- 2 линейных корабля («Петропавловск», «Андрей Первозванный»)
- 1 крейсер «Олег»
- 6 эскадренных миноносцев («Азард», «Гавриил», «Гайдамак», «Всадник», «Уссуриец», «Амурец»)
- 2 заградителя («Нарова», «Урал»)
- 2 дивизиона тральщиков. В 1 дивизион вошли: «Невод», «Китобой», «Якорь», «Гарпун». Во второй дивизион вошли: «Запал», «Ударник», «Клюз», «№ 24».
- дивизион сторожевых судов («Куница», «Соболь», «Горностай», «Хорек», «Ласка», «Выдра»)
- вспомогательные суда: «Океан», «Сухона», «Водолей № 2».

По мере готовности Действующий отряд должен был пополниться линейным кораблем «Севастополь», крейсером «Светлана», эсминцами «Капитан Изыльметьев» и «Лейтенант Ильин», подводными лодками (1 дивизион: «Вепрь», «Волк», «Тур», «Ягуар»; 2 дивизион: «Тигр», «Пантера», «Рысь», «Ёрш»), заградителем «Волга», двумя тральщиками (находившимися в постройке), а также базой подводных лодок «Тосно».
Начальником Действующего отряда был назначен Дмитриев С. Н., комиссарами Вокс В. П. и Розин Н. М.

## Боевые действия

### 1919 год
- Проведённый ремонт судов позволил весной 1919 включить в ДОТ 2 линкора, 1 старый линкор, 1 крейсер, 6 эсминцев, 7 подлодок и др. (всего 51 корабль; начальник С. Н. Дмитриев, комиссары В. П. Вокс и Н. М. Розин).
- На 1 июня 1919 на Балтийском флоте насчитывалось 16 тысяч чел. (на 1 ноября 1919 — 20,3 тысяч).
- В конце апреля 1919 английская эскадра (командующий У. Коуэн) начала боевые действия.
- 15—17 мая корабли интервентов высадил десанты в Лужской губе и Копорском заливе.
- 18 мая во время рекогносцировочной операции в Копорском заливе эсминец «Гавриил», прикрывавший отход тральщиков, провёл бой с 4 английскими эсминцами.
- 27 мая Балтийский флот получил задачу активно содействовать приморскому крылу 7-й армии, что предопределило борьбу за овладение Копорским заливом.
- 29—31 мая ДОТ провёл в заливе наступательную операцию. Его корабли имели несколько боевых столкновений с силами противника[4].
- 4 июня советские эсминцы потопили в заливе английскую подводную лодку «L-55».
- 13-16 июня 1919 на фортах «Красная Горка» и «Серая Лошадь» вспыхнуло восстание, в ходе которого один из кораблей Балтийского флота — тральщик «Китобой» — перешёл на сторону белых.
- 18 июня английскими торпедным катером был потоплен единственный боеспособный советский крейсер «Олег».
- На сухопутном фронте против наступавших на Петроград белогвардейских войск Юденича сражались отряды моряков, активно действовала гидроавиация.
- В период подготовки нового наступления войск Юденича английский флот в ночь на 18 августа 1919 атаковал Кронштадт. Были использованы авиация и торпедные катера, которые при малой осадке на большой скорости прошли над ряжевыми стенками, соединяющими северные насыпные форты, и с Юго-Востока ворвались в Военную гавань. В результате атаки потоплена база подлодок «Память Азова» и поврежден линкор «Андрей Первозванный». Из 8 катеров 3 были потоплены огнём сторожевого эсминца «Гавриил».
- 31 августа 1919 подлодка «Пантера» потопила английский эсминец «Vittoria».
- 14—16 октября эстонские корабли высадили десанты на побережье Копорского зал. Продвижение десантов было остановлено огнём фортов «Передовой» («Серая Лошадь») и «Краснофлотский» («Красная Горка»). При попытке установить в заливе минные заграждения в ночь на 21 октября советские суда попали на неприятельское минное поле и 3 («Гавриил», «Свобода» и «Константин») из 4 эсминцев погибли с командами, насчитывавшими 485 человек.

## Штаб Действующего отряда
- Начальник отряда: контр-адмирал Дмитриев, Степан Николаевич
- Начальник штаба: капитан 1-го ранга Галлер, Лев Михайлович
- Флагманский механик: капитан 1-го ранга Сно, Николай Александрович
- Флагманский артиллерийский офицер: капитан 2-го ранга Смирнов, Василий Матвеевич
- Флагманский минер: лейтенант Салмин, Евгений Иванович
- Флагманский штурман: лейтенант Белобров, Андрей Павлович
- Флагманский врач: коллежский советник Мельдер, Иван Иванович
- Флагманский врач: Квашонкин, Алексей Алексеевич
- Старший флаг-секретарь: гардемарин Каптелов, Александр Андреевич
- Начальник отдела учета и распорядительной части: титулярный советник Михайлов, Дмитрий Леонтьевич
- Старший делопроизводитель: титулярный советник Малечкин, Лев Александрович